# Luis Guillermo Eichhorn
Luis Guillermo Eichhorn (Gilbert, Província de Entre Ríos, 26 de junho de 1942 - Gualeguaychu, 25 de maio de 2022) foi um padre argentino e bispo católico romano de Morón.

## Carreira
Luis Guillermo Eichhorn formou-se no Colégio Nacional de Concepción, Uruguai. A partir de 1961 estudou Filosofia e Teologia Católica no Seminário dos Padres Episcopais do Paraná. Em 21 de dezembro de 1968, Eichhorn foi erguido na Igreja da Imaculada Conceição do Uruguai em Concepción do Uruguai o Sacramento do Sacerdócio para o Bispo de Gualeguaychú.
Eichhorn tinha 17 anos como espiritual e reitor do Pequeno Seminário de Pio XII. Também atuou como Assessor da Ação Católica, dos Cursilhos de Cristiandad, das Jornadas de Jóvenes e do Pfadfinder. Foi então Reitor e Professor de Teologia Católica e Ética Deontológica no Professorado Sedes Sapientiae em Gualeguaychu. Em 12 de dezembro de 1986, Luis Guillermo Eichhorn foi nomeado Vigário Geral da Catedral de Gualeguaychú e em 4 de março de 1989, foi nomeado Pai da Catedral San Juan Bautista de Gualeguaychú. Em seguida, escreveu no Seminário dos Sacerdotes dos Bistums Gualeguaychú. Papa João Paulo II. verlieh ihm am 26. Dezember 1993 den Ehrentitel Päpstlicher Ehrenprälat.
Em 5 de dezembro de 1996,  Papa João Paulo II o nomeou Bispo de Gualeguaychú. Seu irmão como Bispo de Gualeguaychú, Pedro Boxler, o ordenou Bispado em 19 de março de 1997; Os co-consagradores foram o Arcebispo do Paraná, Estanislao Esteban Karlic, e o Bispo de Concórdia, Adolfo Gerstner. Sua frase Que seamos todos uno (“Para que todos sejamos um”) é derivada de João 17:11 EU. Em 30 de novembro de 2004, João Paulo II o nomeou Bispo de Idiota. A inauguração ocorreu em 12 de março de 2005. Na Conferência Episcopal Argentina, Luis Guillermo Eichhorn presidiu as Comissões de Pastoral Bíblica, Liturgia, Apostolado Leigo e Pastoral Familiar. Anteriormente foi membro das Comissões de Catequese e Pastoral Social.
Padre Francis faleceu em 30 de junho de 2017. Luis Guillermo Eichhorn tornou-se então primeiro como administrador da fazenda Señor de los Milagros em Morón e depois como selador da fazenda Visitación de María Luján em Gualeguaychú. Ele morreu em 25 de maio de 2022 em Gualeguaychú.